# کالینزویل (میسیسیپی)
کالینزویل (به انگلیسی: Collinsville) مکانی در ایالت میسیسیپی کشور ایالات متحده آمریکا است که جمعیت آن در سرشماری سال ۲۰۱۰ میلادی، ۱٬۹۴۸
نفر بوده‌است.